# Rainville (Paramaribo)
Rainville is een van de 12 stadsressorten van de Surinaamse hoofdstad Paramaribo. Rainville ligt ten noordoosten van het centrum van de stad. In 2012 had Rainville volgens cijfers van het Centraal Bureau voor Burgerzaken (CBB) 22.747 inwoners.

## Overzicht
De Paramaribo Zoo bevindt zich in het ressort, en is de enige algemene dierentuin van Suriname. Ongeveer 75% van de dieren zijn in beslag genomen of voormalige huisdieren en endemisch voor Suriname. In het ressort bevindt zich ook de Cultuurtuin en het André Kamperveenstadion.

## Wijken
In 1779 werd de wijk Combé als eerste buitenwijk van Paramaribo gesticht. De wijk is vernoemd naar Nicolaas Combé, een Franse hugenoot en één van de eerste kolonisten, die in 1667 van Berbice naar Suriname verhuisde. In 2002 werd de binnenstad van Paramaribo op de Werelderfgoedlijst van de UNESCO geplaatst en werd Combé aangewezen als bufferzone.
Beekhuizen · Blauwgrond · Centrum · Flora · Latour · Livorno · Munder · Pontbuiten · Rainville · Tammenga · Weg naar Zee · Welgelegen